# O Carballiño
O Carballiño (galicisch und offiziell; spanisch Carballino) ist eine Gemeinde (Concello) im Nordwesten Spaniens. Sie liegt in der Provinz Ourense, innerhalb der Autonomen Region Galicien nahe der Grenze zu Portugal.

## Bevölkerungsentwicklung der Gemeinde
Legende: Carballino___Carballiño___O Carballiño

Quelle: INE-Archiv – grafische Aufarbeitung für Wikipedia

## Gemeindegliederung
Die Gemeinde O Carballiño ist in 16 Parroquias gegliedert:
| Parroquias      | Patrozinium  | Einwohner 2024 | Fläche km² | Dichte Einw./km² | Höhe msnm | Ortskennzahl |
| --------------- | ------------ | -------------- | ---------- | ---------------- | --------- | ------------ |
| Arcos           | Santa María  | 148            | 2,35       | 63               | 412       | 32019020000  |
| Banga           | Santa Baia   | 50             | 1,43       | 35               | 381       | 32019030000  |
| O Barón         | San Fiz      | 48             | 1,60       | 30               | 451       | 32019160000  |
| Cabanelas       | San Xoán     | 41             | 2,74       | 15               | 240       | 32019040000  |
| O Carballiño    | San Cibrao   | 11.369         | 2,78       | 4.090            | 397       | 32019050000  |
| Lobás           | Santa Ouxea  | 181            | 10,12      | 18               | 0         | 32019060000  |
| Longoseiros     | Santa Mariña | 120            | 2,24       | 54               | 440       | 32019070000  |
| Madarnás        | San Tomé     | 79             | 2,56       | 31               | 544       | 32019080000  |
| Mesego          | Santa María  | 321            | 2,23       | 144              | 0         | 32019090000  |
| Mudelos         | Santiago     | 119            | 1,92       | 62               | 433       | 32019100000  |
| Partovia        | Santiago     | 275            | 4,41       | 62               | 362       | 32019110000  |
| A Piteira       | San Miguel   | 180            | 4,73       | 38               | 517       | 32019120000  |
| Ponte Veiga     | San Lourenzo | 179            | 3,14       | 57               | 470       | 32019130000  |
| Sagra           | San Martiño  | 115            | 4,70       | 24               | 417       | 32019140000  |
| Señorín         | San Roque    | 437            | 1,11       | 394              | 380       | 32019150000  |
| Seoane de Arcos | San Xoán     | 306            | 6,34       | 48               | 446       | 32019010000  |

## Wirtschaft
| Ackerbau, Viehzucht und Fischerei                                                  | 079   | 01,58  |
| Industrie                                                                          | 0758  | 015,20 |
| Bauwirtschaft                                                                      | 0410  | 08,22  |
| Dienstleistungsbetriebe                                                            | 3.740 | 074,99 |
| Total                                                                              | 4.987 | 100,00 |
| * Daten aus dem Statistischen Amt für Wirtschaftliche Entwicklung in Galicien, IGE |       |        |